# سام دوكري
سام دوكري (بالإنجليزية: Sam Dockery)‏ هو عازف جاز أمريكي، ولد في 8 سبتمبر 1929، وتوفي في 23 ديسمبر 2015 في بورلينغتون في الولايات المتحدة.

## وصلات خارجية
- سام دوكري على موقع ميوزك برينز (الإنجليزية)
- سام دوكري على موقع ديسكوغز (الإنجليزية)